# LOVB Omaha
La LOVB Omaha è una franchigia femminile pallavolistica statunitense, con sede a Omaha (Nebraska): milita nella League One Volleyball.

## Storia
La LOVB Omaha viene fondata nell'agosto 2023, diventando la quinta franchigia della League One Volleyball. Nella prima edizione del torneo si spinge fino alla finale scudetto.

## Rosa 2025
| N° | Nome                 | Ruolo | Data di nascita  | Nazionalità sportiva |
| -- | -------------------- | ----- | ---------------- | -------------------- |
| 1  | Alexis Rodriguez     | L     | 11 marzo 2003    | Stati Uniti          |
| 2  | Emily Thater         | C     | 1º febbraio 1995 | Stati Uniti          |
| 3  | Annie Cesar          | L     | 26 aprile 1997   | Germania             |
| 4  | Justine Wong-Orantes | L     | 6 ottobre 1995   | Stati Uniti          |
| 5  | Jaalia Winters       | S     | 26 luglio 1997   | Stati Uniti          |
| 7  | Vicky Savard         | S     | 14 febbraio 1993 | Canada               |
| 8  | Kimberly Drewniok    | O     | 11 agosto 1997   | Germania             |
| 10 | Jordan Larson        | S     | 16 ottobre 1986  | Stati Uniti          |
| 11 | Amber Stivrins       | S     | 9 gennaio 2001   | Stati Uniti          |
| 12 | Audriana Fitzmorris  | O     | 30 ottobre 1997  | Stati Uniti          |
| 13 | Gabrielle Blossom    | P     | 4 agosto 1999    | Stati Uniti          |
| 14 | Laura Dijkema        | P     | 18 febbraio 1990 | Paesi Bassi          |
| 17 | Candelaria Herrera   | C     | 28 gennaio 1999  | Argentina            |
| 18 | Samantha Francis     | C     | -                | Stati Uniti          |
| 23 | Chiamaka Nwokolo     | C     | 8 novembre 2000  | Stati Uniti          |
| 26 | Lauren Stivrins      | C     | 26 maggio 1998   | Stati Uniti          |
| 33 | Madison Kubik        | S     | 8 gennaio 2001   | Stati Uniti          |